# Гвіздець
Гвізде́ць — селище Коломийського району Івано-Франківської області, центр Гвіздецької селищної громади. Містечко розташоване на правому березі річки Чорнява — притоки річки Прут, за 20 км від Коломиї, за 22 км від Городенки.

## Історія
Час заснування Гвіздця невідомий. У письмових документах XIV століття Гвіздець згадуєтеся як значне поселення. За деякими історичними працями, поселення існувало у XIII—XIV століттях.
Перша згадка про Гвіздець 15 грудня 1373 року: князь Володислав Опольський в Ярославі надає поселення Гвіздець руському шляхтичу Ходку (Хотку) Лоєвичу за його заслуги, також поселення Чернова (Чернява). На умовах: може брати данину грошима, мешканці прикріплюються за землею, Лойович розпоряджається. Повинен виставляти військо в разі війни (1 піший, 1 кінний).

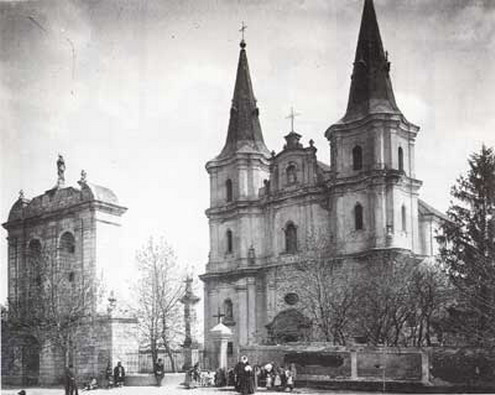
Костел святого Антонія та монастир бернардинців на початку XX століття

Наступна згадка — 1375 року пов'язана з наданнями князя Владислава Опольчика Ваську Тептуховичу. Боярин або шляхтич Васько Тептухович зазначений як володар поселення починаючи з 1416 року.
У XVI столітті Гвіздець у володінні Бучацьких (зокрема, за даними СГКП, 1564 року — Бучацьких гербу Леліва), потім Потоцьких, Пузин.
16 серпня 1531 року головні сили війська Польського Королівства вирушили з-під Обертина до Гвіздця, захопленого молдаванами Петру Рареша. 19 серпня відбулась битва біля міста.
Дідич-кальвініст Ян Теодорик Потоцький у листі від 28 серпня 1648 року до шляхти цієї землі закликав їх формувати загони проти селян-бунтівників (див. Універсал).
1715 року князь козельський Міхал (Михайло) Пузина заснував у Гвіздці дерев'яну резиденцію (кляштор) бернардинів.
1765 року переважну більшість (541 осіб, що приблизно 60 %) мешканців Гвіздця становили євреї. Родина Пузинів була патронами костелу бернардинів і синагоги.
Після приєднання Галичини до Габсбурзької монархії (з 1804 — Австрійської імперії, з 1867 року Австро-Угорської) 1785 року Гвіздець знову отримав статус міста, став значним торговельно-ремісничим містечком. Значно збільшене населення займалося торгівлею. Гвіздецька домінія мала власну печатку з зображенням герба роду Пузин (на блакитному тлі — червона брама, увінчана срібним хрестом), який в окремих джерелах межі XIX—XX століть трактується як тогочасний герб містечка.
1801 року відкрили тривіальну (двомовну) народну школу, 1908 року — приватну українську школу. 1911 року в містечку було відкрито читальню і громадську бібліотеку. 1912 року в Гвіздці вже діяла п'ятикласна школа з польською мовою навчання. Вулиці були забруковані.
Після кривавого захоплення Галичини в 1919 році польська адміністрація почала заохочування переходу греко-католиків на латинський обряд. Розпочата й активна кампанія заселення мазурами — на 23.10.1921 було розселено 15 родин (83 особи), яким надано 183 морги поля і 21 морг лісу.
У 1934—1939 роках Гвіздець був центром ґміни Гвозьдзець-Място Коломийського повіту, впродовж 1940—1962 років — центром Гвіздецького району. 5 вересня 2019 року Гвіздець став центром селищної громади.
Станом на 1 січня 1939 року у громаді Гвіздець Місто з 2 850 жителів було 750 українців-грекокатоликів, 450 українців-латинників, 100 поляків і 1550 євреїв.
Під час Дугої світової війни, у 1939 році, згідно Пакту Молотова — Ріббентропа містечко перейшло до СРСР у складі УРСР, а в період 1941—1943 років спалено 329 будинків, загинуло 3633 цивільних мешканців, існувало гето.

## Населення

### Мова
Розподіл населення за рідною мовою за даними перепису 2001 року:
| Мова            | Кількість | Відсоток |
| --------------- | --------- | -------- |
| українська      | 1858      | 98.46 %  |
| російська       | 22        | 1.17 %   |
| румунська       | 3         | 0.16 %   |
| польська        | 2         | 0.11 %   |
| угорська        | 1         | 0.05 %   |
| інші/не вказали | 1         | 0.05 %   |
| Усього          | 1887      | 100 %    |

## Установи, торгівля, промисловість
Селище повністю газифіковане і телефонізоване.
У селищі є адміністративний будинок, споруджений в 2000 році, у якому крім селищної ради розміщені бібліотека для дорослих.
Також тут є поліклініка, дві приватні аптеки, ощадкаса, банкомат та термінал самообслуговування ПриватБанку, відділення зв'язку, відділення Нової Пошти, відділення електрозв'язку, ЦМКС, відділення електродільниці РЕМ, станція АТС, відділення Коломийського управління газового господарства, комбінат комунальних підприємств, механізована пожежна команда. Відповідна мережа побутового обслуговування: телемайстерня, 5 перукарень, 1 майстерня з ремонту взуття, 2 пилорами.
Широка інфраструктура торговельного обслуговування: двічі на тиждень діє базар, де продаються харчі та господарські речі. Діє ресторан, весільний зал, бари, кафе, декілька спеціалізованих крамниць, магазинів промислової групи. Працює цех переробки м'яса.

## Освіта
Загальноосвітній ліцей нараховує 479 учнів(1.09.2021), загальноосвітня спеціальна школа інтернат на 140 учнів, школа мистецтв, дитячий садок, дитяча і масова бібліотеки, стадіон.

## Краєзнавча довідка

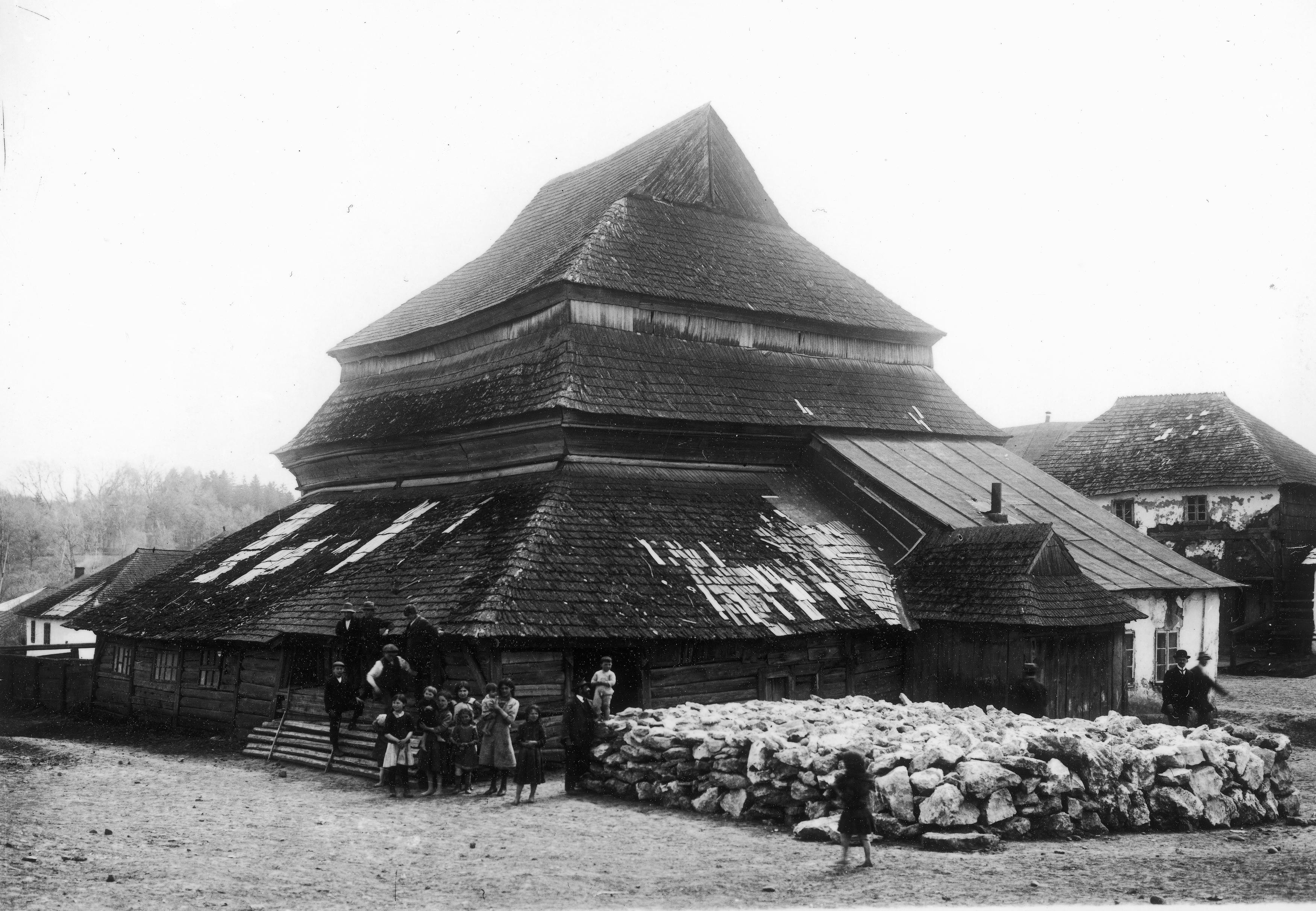
Синагога в Гвіздці, знищена німецькими окупантами 1941 року

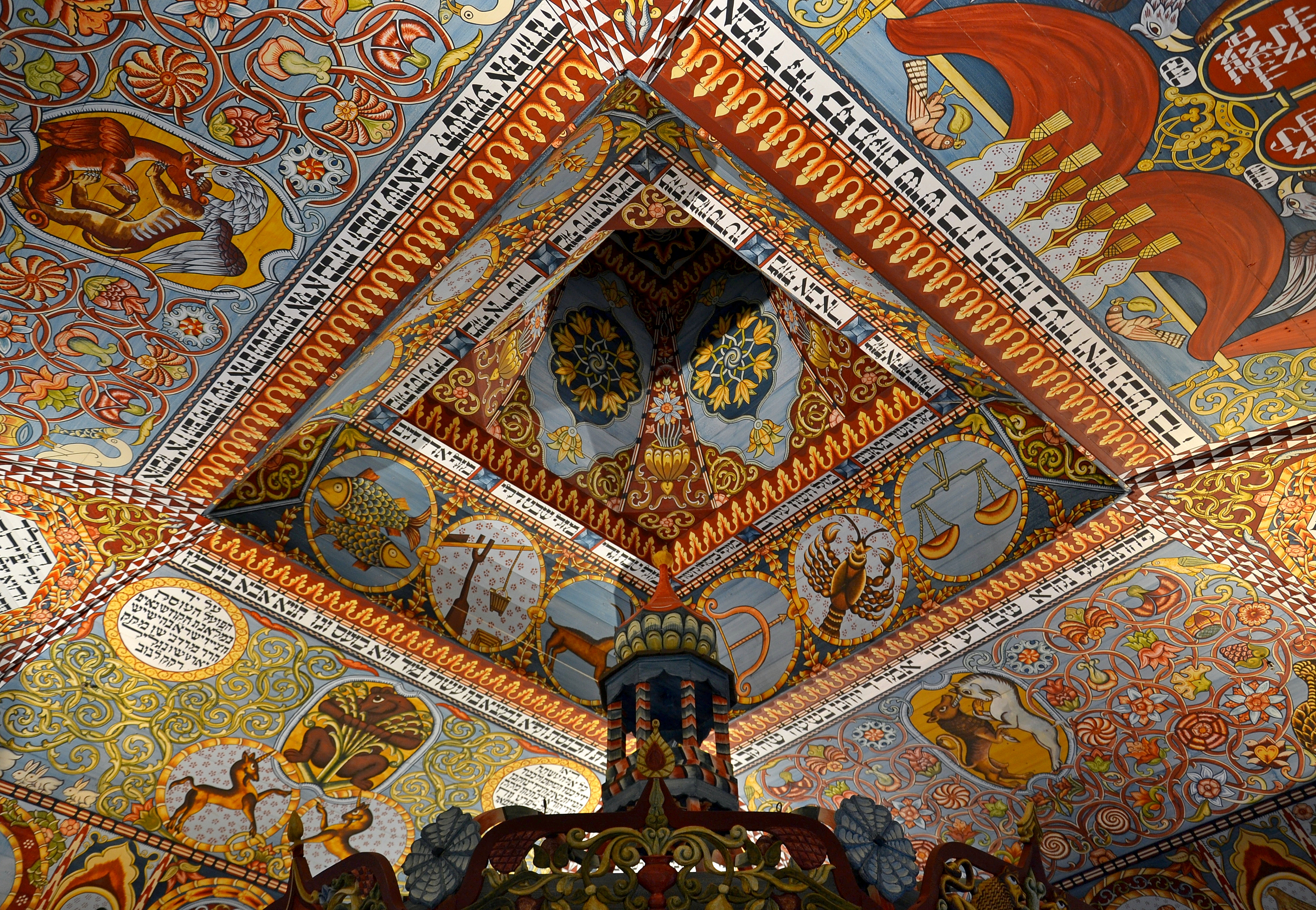
Синагога у Гвіздці — відновлена 2014 року завдяки реконструкції дерев'яного склепіння у варшавському Музеї історії польських євреїв.

### Архітектура
- Церква Різдва пресвятої Богородиці[13] збудована у 1850 р. як парафіяльна греко-католицька на місці згорілої дерев'яної монастирської церкви.
- Барокові костел святого Антонія і монастир бернардинів побудовані у 1721—1735 рр. на кошти княгині Пузини (уроджена Потоцька) з надбрамною дзвіницею і чоловічим монастирем, є декілька старовинних будинків, у яких розміщена школа-інтернат. Складові частини:
  - Костел цегляний, з невеликим трансептом. Західний фасад прикрашений двома вежами на три яруси. Головний портал прикрашений подвійними колонами коринфського ордеру. У інтер'єрі залишки ліплення і стінописів. Келії прибудовані з північного боку, прямокутні, на 2 поверхи, з внутрішнім двориком. Внутрішнє розпланування коридорного типу з однобічним розташуванням. Склепіння 1-го поверху хрещаті й напівциркульні. 1784 року в приміщенні келій влаштували народну школу. Реставрації проводили у 1838, 1880 і 1918  рр. 1888 року сталась пожежа.
  - Келії монастиря
  - Надбрамна дзвіниця
- Синагога

## Населення
| Рік  | Населення | Українці |  | Поляки | Німці, євреї |  |  |
| 1857 | 1320      |          |  |        |              |  |  |
| 1873 | 1557      |          |  |        |              |  |  |
| 1880 | 1867      | 350      |  | 300    | 1236         |  |  |
| 1900 | 2084      | 374      |  | 260    | 1650         |  |  |
| 1921 | 1992      | 380      |  | 961    | 651          |  |  |
| 1931 | 2729      |          |  |        |              |  |  |
| 1935 | 3314      | 625      |  | 358    | 2331         |  |  |
| 1941 | 4380      |          |  |        |              |  |  |
| 1959 | 1339      |          |  |        |              |  |  |
| 1967 | 1598      |          |  |        |              |  |  |
| 1982 | 1629      |          |  |        |              |  |  |
| 1988 | 1750      |          |  |        |              |  |  |
| 2004 | 1896      |          |  |        |              |  |  |

У селищі багато хто довіряє УПЦ КП. Є декілька сімей греко- і римо-католиків.

## Транспорт
Наприкінці 1890-х років XIX століття через Гвіздець австрійці проклали залізницю, на якій розташована однойменна залізнична станція. У різні роки це була станція, роз'їзд та колійний пост (2015—2017).
Щоденно курсують дизель-поїзди у сполученні з Городенкою, Коломиєю, Заліщиками. З 3 серпня 2014 року призначений прямий поїзд «Гуцульщина» № 357/358 сполученням Київ — Рахів.

## Відомі особистості

### Народилися
- Пстрак Ярослав Васильович (1878–1916) — український графік і живописець.
- Шевченко Андрій Віталійович — український журналіст, політик, Надзвичайний і повноважний посол України в Канаді (з 24 вересня 2015).
- Яцик Роман Михайлович (1946) — український лісівник, професор кафедри лісознавства Прикарпатського національного університету.
- Єжи Кавалерович (Jerzy Kawalerowicz) (1922–2007) — польський режисер.
- Ян Дуклян Пузина (13 вересня 1842, Гвіздець — 8 вересня 1911, Краків) — кардинал, львівський (помічник) та краківський єпископ РКЦ[15]

### Мешкали, працювали
- Франциск Ксаверій Кульчицький — будівельник[16]
- Трильовський Кирило Йосифович — працював адвокатом у містечку.[17]
- Бизов Володимир Федорович — ректор Криворізького національного університету.
- Сімко Віталій Юрійович — солдат легендарної 10 окремої гірсько-штурмової бригади «Едельвейс», народився 11 жовтня 1976 року в місті Городенка Івано-Франківської області в родині службовця. Загинув 24 грудня 2023 року внаслідок артилерійського обстрілу військовими формуваннями російської федерації поблизу населеного пункту Берестове Бахмутського району Донецької області.